# Smeringopus thomensis
Smeringopus thomensis är en spindelart som beskrevs av Simon 1907. Smeringopus thomensis ingår i släktet Smeringopus och familjen dallerspindlar.
Artens utbredningsområde är São Tomé. Inga underarter finns listade i Catalogue of Life.